# Ormone concentrante della melanina
L'ormone MCH (melanin concentrating hormone) è un mediatore che amplifica l'azione centrale (attraverso l'ipotalamo) e periferica della Leptina.
Fondamentale nell'omeostasi energetica inducendo il food-intake, viene sintetizzato nell'ipotalamo laterale e proietta efferenze a molte aree ipotalamiche stesse. L'MCH svolge un ruolo primario nell'espressione del fenotipo obeso leptino-carente attraverso effetti sulla spesa energetica. Il segnale mancante, amplifica la propria azione a livello centrale con l'ipotalamo e periferico con tessuto adiposo e gonadico, attraverso l'ormone concentrante della melanina.
Che la carenza di leptina agisca attraverso il complesso MCH per determinare obesità, è stato chiarito dall'esperimento in vivo topo ob/ob, il topo leptino-carente, quindi mancante del segnale adipocitario che va a segnalare all'ipotalamo di non assumere cibo, attivando meccanismi di sazietà.
Paragonando un topo con lo stesso difetto leptinico ma carente nell'espressione MCH, si è scoperto fosse protetto dall'obesità e quindi se non viene espresso l'ormone, il topo è normopeso nonostante un difetto di carenza in leptina. Questo rende l'ormone MCH un mediatore critico del fenotipo leptino-carente.
Allo stesso tempo studi di parabiosi, in cui topi condividono lo stesso sistema circolatorio, si è scoperto che il topo affetto da obesità, dimagriva. Ciò ha suggerito che un fattore umorale circolante del topo normopeso, passasse nel sistema circolatorio del topo obeso e lo facesse dimagrire. Questo fattore umorale circolante era la leptina.